# Venčeslav III. Češki
Venčeslav III. (češko Václav III, madžarsko Vencel, poljsko Wacław, hrvaško Vjenceslav, slovaško Václav) je bil od leta 1301 do 1305 kralj Ogrske in Hrvaške in od leta 1305 kralj Češke in Poljske, * 6. oktober 1289, Praga, Kraljevina Češka, † 4. avgust 1306, Olomuc, Kraljevina Češka. 
Bil je sin češkega kralja Venčeslava II., ki je bil kasneje kronan tudi za poljskega kralja, in Judite Habsburške. Kot otroka so ga zaročili z Elizabeto, edinko ogrskega kralja Andreja III. Po Andrejevi smrti na začetku leta 1301 je večina ogrske gospode in prelatov za svojega kralja izvolila Venčeslava, čeprav je papež Bonifacij VIII. podpiral Karla Roberta iz neapeljske kraljeve hiše. 
Venčeslav je bil 27. avgusta 1301 okronan za ogrskega kralja. Svoje listine na Ogrskem je podpisoval  kot Ladislav. Njegova vladavina je bila le nazivna, saj je nad velikimi ozemlji v kraljestvu  vladal ducat mogočnih zemljiških gospodov. Ko je njegov oče ugotovil, da Venčeslavovega položaja na Ogrskem ni mogoče utrditi, ga je avgusta 1304 odpeljal nazaj na Češko. Venčeslav III.  je 21. junija 1305 nasledil svojega očeta na Češkem in Poljskem in 9. oktobra opustil svoje zahteve po Ogrski v korist Otona III. Bavarskega.
Venčeslav je svojim mladim prijateljem na Češkem podelil velike dele kraljevih posesti. Lokalni kandidat za poljski prestol, Vladislav Komolec, ki je začel osvajati poljska ozemlja že med vladavino Venčeslavovega očeta, je v začetku leta 1306 zavzel Krakov. Venčeslav se je odločil vdreti na ozemlje svojega tekmeca na Poljskem, vendar je bil umorjen še preden se je kampanja začela. Bil je zadnji moški přemyslidski vladar Češke.

## Otroštvo (1289-1301)
Venčeslav je bil drugi sin češkega kralja Venčeslava II. in njegove žene Judite Habsburške. Rojen je bil v Pragi 6. oktobra 1289. Njegov starejši brat je umrl pred njegovim rojstvom, zato je bil edini sin svojih staršev, ki je preživel otroštvo.
Venčeslav je bil še otrok, ko je 18. junija 1297 umrla njegova mati Judita. 12. februarja 1298 so ga zaročili z Elizabeto Ogrsko, edinko ogrskega kralja Andreja III. Legitimnost Venčeslavove vladavine ni bila soglasno priznana.
Venčeslavov oče je v začetku leta 1300 zasedel Velikopoljsko, Kujavijo in druge regije Poljske. Njegov nasprotnik Vladislav Komolec je bil prisiljen zapustiti kraljestvo in Vladilslav II. je bil konec septembra 1300 v Gnieznu okronan za poljskega kralja. Papež Bonifacij VIII. njegovega položaja poljskega kralja ni hotel potrditi.

## Kralj Ogrske in Hrvaške (1301-1305)
Oče je leta 1301 v njegovem imenu sprejel ogrsko krono. Venčeslav III. je bil za kralja Ogrske in Hrvaške kronan 27. avgusta 1301 v Székesfehérvárju in tam vladal kot Ladislav V. Ogrska je bila takrat de facto razdeljena na več celot, Venčeslava pa sta za kralja priznavali samo Slovaška in Gradiščanska. Slovaška je leta 1303 prestopila na nasprotno stran in podprla anžujskega pretendenta Karla I. Roberta.
Mladi Venčeslav III., ki je živel v Budimu, je očeta prosilza pomoč. Venčeslav je prišel na Ogrsko z veliko vojsko, prevzel krono in sina odpeljal domov na Češko. V delu Ogrske je v Venčeslavovem imenu vladal Ivan Gising. Ko je Venčeslavu III. umrl oče, se je 6. decembra 1305 odločil, da se bo odpovedal ogrski kroni in jo je predal svojemu sorodniku Otonu III. Bavarskemu. Otona, ki je bil kronan kot Béla V., je podpiral samo Ivan Gising. Oton je bill leta 1307 aretiran in je naslednje leto odstopil. Ogrski kralj je postal Karel I. Robert. 
V madžarskem zgodovinopisju se Venčeslav omenja kot protikralj, zato se za Ladislava V. šteje Ladislav Posmrtni.

## Kralj Češke in Poljske (1305-1306)
Venčeslav II. Češki je po očetovi smrti nasledil tudi Poljsko. Njegov položaj na Poljskem je bil negotov, ker je Vladislav I. Poljski nadaljeval boj za poljski prestol.
Šestnajstletni Venčeslav je živel razuzdano življenje. Obkrožala ga je skupina mladih čeških plemičev, ki jim je podelil velika zemljišča. Njegov položaj na Poljskem je še dodatno oslabel, ko je Vladislav I. na začetku leta 1306 zavzel Krakov. Da bi sklenil zavezništvo proti svojemu tekmecu, je Venčeslav  julija 1306 podelil Gdansk in Pomorjansko v fevd mejnima grofoma Waldemarju Brandenburg-Stendalskemu oziroma Hermanu Brandenburg-Salzwedelskemu. Ko se je odločil za napad na Poljsko, je odpustil svoje mlade ljubljence in za guvernerja postavil svojega svaka Henrika Koroškega, potem pa je bil 4. avgusta 1306 v Olomucu umorjen. Njegovega morilca niso nikoli odkrili. Bil je zadnji češki kralj iz domače dinastije Přemyslidov.

### Primarni viri
- The Hungarian Illuminated Chronicle: Chronica de Gestis Hungarorum (Edited by Dezső Dercsényi) (1970). Corvina, Taplinger Publishing. ISBN 0-8008-4015-1.

### Sekundarni viri
- Bartl, Július; Čičaj, Viliam; Kohútova, Mária; Letz, Róbert; Segeš, Vladimír; Škvarna, Dušan (2002). Slovak History: Chronology & Lexicon. Bolchazy-Carducci Publishers, Slovenské Pedegogické Nakladatel'stvo. ISBN 0-86516-444-4.
- Csukovits, Enikő (2012). »Vencel«.  V Gujdár, Noémi; Szatmáry, Nóra (ur.). Magyar királyok nagykönyve: Uralkodóink, kormányzóink és az erdélyi fejedelmek életének és tetteinek képes története [Encyclopedia of the Kings of Hungary: An Illustrated History of the Life and Deeds of Our Monarchs, Regents and the Princes of Transylvania] (v madžarščini). Reader's Digest. str. 108–109. ISBN 978-963-289-214-6.
- Engel, Pál (2001). The Realm of St Stephen: A History of Medieval Hungary, 895–1526. I.B. Tauris Publishers. ISBN 1-86064-061-3.
- The Late Medieval Balkans.
- Knoll, Paul W. (1972). The Rise of the Polish Monarchy: Piast Poland in East Central Europe, 1320-1370. The University of Chicago Press. ISBN 0-226-44826-6.
- Kontler, László (1999). Millennium in Central Europe: A History of Hungary. Atlantisz Publishing House. ISBN 963-9165-37-9.
- Kristó, Gyula (1988). Az Anjou-kor háborúi [Wars in the Age of the Angevins] (v madžarščini). Zrínyi Kiadó. ISBN 963-326-905-9.
- Lukowski, Jerzy; Zawadski, Hubert (2006). A Concise History of Poland. Cambridge University Press. ISBN 978-0-521-61857-1.
- Pražák, Richard (2002). »Vencel (László)«.  V Kristó, Gyula (ur.). Magyarország vegyes házi királyai [The Kings of Various Dynasties of Hungary] (v madžarščini). Szukits Könyvkiadó. str. 7–14. ISBN 963-9441-58-9.
- Solymosi, László; Körmendi, Adrienne (1981). »A középkori magyar állam virágzása és bukása, 1301–1506 [The Heyday and Fall of the Medieval Hungarian State, 1301–1526]«.  V Solymosi, László (ur.). Magyarország történeti kronológiája, I: a kezdetektől 1526-ig [Historical Chronology of Hungary, Volume I: From the Beginning to 1526] (v madžarščini). Akadémiai Kiadó. str. 188–228. ISBN 963-05-2661-1.
- Žemlička, Josef (2011). »The Realm of Přemysl Ottokar II and Wenceslas II«.  V Pánek, Jaroslav; Tůma, Oldřich (ur.). A History of the Czech Lands. Charles University in Prague. str. 106–116. ISBN 978-80-246-1645-2.

| Venčeslav III. Češki PřemyslidiRojen: 6. oktober 1289 Umrl: 4. avgust 1306 |                                   |                         |
| Vladarski nazivi                                                           |                                   |                         |
| Predhodnik: Andrej III.                                                    | Kralj Ogrske in Hrvaške 1301–1305 | Naslednik: Oton         |
| Predhodnik: Venčeslav II.                                                  | Kralj Češke 1305–1306             | Naslednik: Henrik       |
| Predhodnik: Venčeslav II.                                                  | Kralj Poljske 1305–1306           | Naslednik: Vladislav I. |